# صنوبر نلسوني
الصنوبر النلسوني نوع نباتي شجري من جُنيس صنوبر دوكامبو يتبع الفصيلة الصنوبرية.